# Championnats d'Europe de natation 1974
Navigation
Édition précédente Édition suivante
La 13e édition des Championnats d'Europe de natation se déroule du 18 au 25 août 1974 à Vienne en Autriche. La capitale autrichienne accueille pour la deuxième fois cet événement, organisé par la Ligue européenne de natation, après l'édition 1950. Quatre disciplines de la natation — natation sportive, natation synchronisée,
water-polo et plongeon — figurent au programme, composé de 37 épreuves.

## Tableau des médailles
| Rang  | Nation               | Or | Argent | Bronze | Total |
| ----- | -------------------- | -- | ------ | ------ | ----- |
| 1     | Allemagne de l'Est   | 17 | 15     | 4      | 36    |
| 2     | Allemagne de l'Ouest | 6  | 5      | 4      | 15    |
| 3     | Royaume-Uni          | 5  | 3      | 3      | 11    |
| 4     | Hongrie              | 3  | 1      | 4      | 8     |
| 5     | Union soviétique     | 2  | 7      | 11     | 20    |
| 6     | Italie               | 2  | 2      | 1      | 5     |
| 7     | Suède                | 2  | 1      | 3      | 6     |
| 8     | Pays-Bas             | 0  | 3      | 5      | 8     |
| 9     | France               | 0  | 0      | 1      | 1     |
| 9     | Yougoslavie          | 0  | 0      | 1      | 1     |
| Total | Total                | 37 | 37     | 37     | 111   |

## Natation

### Tableau des médailles en natation
| Rang  | Nation               | Or | Argent | Bronze | Total |
| ----- | -------------------- | -- | ------ | ------ | ----- |
| 1     | Allemagne de l'Est   | 17 | 14     | 4      | 35    |
| 2     | Allemagne de l'Ouest | 6  | 3      | 3      | 12    |
| 3     | Union soviétique     | 2  | 4      | 7      | 13    |
| 4     | Royaume-Uni          | 2  | 3      | 3      | 8     |
| 5     | Hongrie              | 2  | 1      | 4      | 7     |
| 6     | Pays-Bas             | 0  | 2      | 3      | 5     |
| 7     | Suède                | 0  | 1      | 3      | 4     |
| 8     | Italie               | 0  | 1      | 1      | 2     |
| 9     | France               | 0  | 0      | 1      | 1     |
| Total | Total                | 29 | 29     | 29     | 87    |

### Résultats

#### Hommes
| Épreuve           | Or                                                                              | Argent                                                                             | Bronze                                                                      |
| Nage libre        |                                                                                 |                                                                                    |                                                                             |
| 100 m libre       | Peter Nocke (FRG)                                                               | Vladimir Bure (URS)                                                                | Klaus Steinbach (FRG)                                                       |
| 200 m libre       | Peter Nocke (FRG)                                                               | Klaus Steinbach (FRG)                                                              | Aleksandr Samsonov (URS)                                                    |
| 400 m libre       | Aleksandr Samsonov (URS)                                                        | Bengt Gingsjö (SWE)                                                                | Andrey Krylov (URS)                                                         |
| 1500 m libre      | Frank Pfütze (GDR)                                                              | James Carter (GBR)                                                                 | Igor Yevgrafov (URS)                                                        |
| Dos               |                                                                                 |                                                                                    |                                                                             |
| 100 m dos         | Roland Matthes (GDR)                                                            | Lutz Wanja (GDR)                                                                   | Zoltán Verrasztó (HUN)                                                      |
| 200 m dos         | Roland Matthes (GDR)                                                            | Zoltán Verrasztó (HUN)                                                             | Robert Rudolf (HUN)                                                         |
| Brasse            |                                                                                 |                                                                                    |                                                                             |
| 100 m brasse      | Nikolay Pankin (URS)                                                            | Walter Kusch (FRG)                                                                 | David Leigh (GBR)                                                           |
| 200 m brasse      | David Wilkie (GBR)                                                              | Nikolay Pankin (URS)                                                               | David Leigh (GBR)                                                           |
| Papillon          |                                                                                 |                                                                                    |                                                                             |
| 100 m papillon    | Roger Pyttel (GDR)                                                              | Roland Matthes (GDR)                                                               | Folkert Meeuw (FRG)                                                         |
| 200 m papillon    | András Hargitay (HUN)                                                           | Brian Brinkley (GBR)                                                               | Hartmut Flöckner (GDR)                                                      |
| Quatre Nages      |                                                                                 |                                                                                    |                                                                             |
| 200 m 4 nages     | David Wilkie (GBR)                                                              | Christian Lietzmann (GDR)                                                          | András Hargitay (HUN)                                                       |
| 400 m 4 nages     | András Hargitay (HUN)                                                           | Christian Lietzmann (GDR)                                                          | Andrey Smirnov (URS)                                                        |
| Relais            |                                                                                 |                                                                                    |                                                                             |
| 4 × 100 m libre   | Allemagne de l'Ouest Klaus Steinbach Gerhard Schiller Kersten Meier Peter Nocke | Union soviétique Vladimir Bure Aleksandr Samsonov Anatoliy Rybakov Georgiy Kulikov | Allemagne de l'Est Roger Pyttel Roland Matthes Wilfried Hartung Lutz Wanja  |
| 4 × 200 m libre   | Allemagne de l'Ouest Klaus Steinbach Werner Lampe Folkert Meeuw Peter Nocke     | Union soviétique Aleksandr Samsonov Andrey Krylov Viktor Aboymov Georgiy Kulikov   | Suède Bernt Zarnowiecki Anders Bellbring Peter Pettersson Bengt Gingsjö     |
| 4 × 100 m 4 nages | Allemagne de l'Ouest Klaus Steinbach Walter Kusch Folkert Meeuw Peter Nocke     | Royaume-Uni Colin Cunningham David Wilkie Stephen Nash Brian Brinkley              | Union soviétique Igor Potyakin Nikolay Pankin Viktor Sharygin Vladimir Bure |

#### Femmes
| Épreuve           | Or                                                                             | Argent                                                                         | Bronze                                                                    |
| Nage libre        |                                                                                |                                                                                |                                                                           |
| 100 m libre       | Kornelia Ender (GDR)                                                           | Angela Franke (GDR)                                                            | Enith Brigitha (NED)                                                      |
| 200 m libre       | Kornelia Ender (GDR)                                                           | Enith Brigitha (NED)                                                           | Andrea Eife (GDR)                                                         |
| 400 m libre       | Angela Franke (GDR)                                                            | Cornelia Dörr (GDR)                                                            | Novella Calligaris (ITA)                                                  |
| 800 m libre       | Cornelia Dörr (GDR)                                                            | Novella Calligaris (ITA)                                                       | Gudrun Wegner (GDR)                                                       |
| Dos               |                                                                                |                                                                                |                                                                           |
| 100 m dos         | Ulrike Richter (GDR)                                                           | Ulrike Tauber (GDR)                                                            | Enith Brigitha (NED)                                                      |
| 200 m dos         | Ulrike Richter (GDR)                                                           | Ulrike Tauber (GDR)                                                            | Enith Brigitha (NED)                                                      |
| Brasse            |                                                                                |                                                                                |                                                                           |
| 100 m brasse      | Christel Justen (FRG)                                                          | Renate Vogel (GDR)                                                             | Agnès Kaczander (HUN)                                                     |
| 200 m brasse      | Karla Linke (GDR)                                                              | Anne-Katrin, Schott (GDR)                                                      | Marina Yurchenya (URS)                                                    |
| Papillon          |                                                                                |                                                                                |                                                                           |
| 100 m papillon    | Rosemarie Kother (GDR)                                                         | Anne-Katrin Leucht (GDR)                                                       | Gunilla Andersson (SWE)                                                   |
| 200 m papillon    | Rosemarie Kother (GDR)                                                         | Anne-Katrin Leucht (GDR)                                                       | Barbara Schwarzfeldt (FRG)                                                |
| Quatre Nages      |                                                                                |                                                                                |                                                                           |
| 200 m 4 nages     | Ulrike Tauber (GDR)                                                            | Andrea Hübner (GDR)                                                            | Irina Fetisova (URS)                                                      |
| 400 m 4 nages     | Ulrike Tauber (GDR)                                                            | Gudrun Wegner (GDR)                                                            | Susan Richardson (GBR)                                                    |
| Relais            |                                                                                |                                                                                |                                                                           |
| 4 × 100 m libre   | Allemagne de l'Est Kornelia Ender Angela Franke Andrea Eife Andrea Hübner      | Pays-Bas Anke Rijnders Ada Pors Veronica Stel Enith Brigitha                   | France Claude Mandonnaud Sylvie Le Noach Chantal Schertz Guylaine Berger  |
| 4 × 100 m 4 nages | Allemagne de l'Est Ulrike Richter Renate Vogel Rosemarie Kother Kornelia Ender | Allemagne de l'Ouest Angelika Griesser Christel Justen Beate Jasch Jutta Weber | Suède Gunilla Lundberg Jeanette Pettersson Gunilla Andersson Diana Olsson |

## Water polo
| Épreuve | Médaille d'or | Médaille d'argent | Médaille de bronze |
| Hommes  | Hongrie       | URSS              | Yougoslavie        |

## Plongeon
| Épreuve         | Médaille d'or       | Médaille d'argent     | Médaille de bronze              |
| Hommes          |                     |                       |                                 |
| Tremplin de 3 m | Klaus Dibiasi (ITA) | Franco Cagnotto (ITA) | Vyacheslav Strakhov (URS)       |
| Haut vol à 10 m | Klaus Dibiasi (ITA) | Falk Hoffmann (GDR)   | Aleksandr Gendrikson (URS)      |
| Femmes          |                     |                       |                                 |
| Tremplin de 3 m | Ulrika Knape (SWE)  | Irina Kalinina (URS)  | Tamara Safonova-Fyedosova (URS) |
| Haut vol à 10 m | Ulrika Knape (SWE)  | Irina Kalinina (URS)  | Yelena Vaytsekhovskaya (URS)    |

## Natation synchronisée
| Épreuve | Médaille d'or                          | Médaille d'argent                           | Médaille de bronze                          |
| Solo    | Jane Holland (GBR)                     | Angelika Honsbeek (NED)                     | Brigitte Serwonski (FRG)                    |
| Duo     | Jane Holland (GBR) Jennifer Lane (GBR) | Beate Mäckle (FRG) Brigitte Serwonski (FRG) | Helma Giuvers (NED) Angelika Honsbeek (NED) |
| Équipe  | Royaume-Uni                            | Allemagne de l'Ouest                        | Pays-Bas                                    |